# Geological Society of London
La Geological Society of London (Società geologica di Londra) è una associazione scientifica del Regno Unito che ha per scopo lo studio della struttura della Terra. È la più antica società di geologia del mondo, e anche la più grande in quanto conta oltre novemila soci. La società, basata in parte sulla Società Askesian, è stata fondata nel 1807. Tra i suoi membri fondatori si trovano, fra gli altri, William Babington, Humphry Davy e George Greenough. Ha ottenuto il suo statuto reale da Giorgio IV nel 1805. 
Nel 1831 ha istituito un premio annuale, la medaglia Wollaston considerato il più importante premio conferito agli studiosi di Scienze della Terra. Dal 1874 la sua sede, Burlington House, è a Piccadilly, Londra. È associata al Science Council fondato nel 2000. La Geological Society of London nel 2007 ha celebrato il bicentenario sotto la presidenza di Richard Fortey.

## Presidenti della Geological Society of London
- 1807 - 1813 George Bellas Greenough
- 1813 - 1815 Hon Henry Grey Bennet
- 1815 - 1816 William Blake
- 1816 - 1818 Dr John MacCulloch
- 1818 - 1820 George Bellas Greenough
- 1820 - 1822 Spencer, Conte Compton, poi II marchese di Northampton
- 1822 - 1824 Dr William Babington
- 1824 - 1826 Rev William Buckland
- 1826 - 1827 Dr John Bostock
- 1827 - 1829 Dr William Henry Fitton
- 1829 - 1831 Rev Adam Sedgwick
- 1831 - 1833 Roderick Impey Murchison
- 1833 - 1835 George Bellas Greenough
- 1835 - 1837 Charles Lyell
- 1837 - 1839 Rev William Whewell
- 1839 - 1841 Rev William Buckland
- 1841 - 1843 Roderick Impey Murchison
- 1843 - 1845 Henry Warburton
- 1845 - 1847 Leonard Horner
- 1847 - 1849 Sir Henry Thomas De la Beche
- 1849 - 1851 Charles Lyell
- 1851 - 1853 William Hopkins
- 1853 - 1854 Edward Forbes
- 1854 - 1856 William John Hamilton
- 1856 - 1856 Daniel Sharpe
- 1856 - 1858 Col Joseph Elliston Portlock, RE
- 1858 - 1860 John Phillips
- 1860 - 1862 Leonard Horner
- 1862 - 1864 Andrew Crombie Ramsay
- 1864 - 1866 William John Hamilton
- 1866 - 1868 Warrington Wilkinson Smyth
- 1868 - 1870 Thomas Henry Huxley
- 1870 - 1872 Joseph Prestwich
- 1872 - 1874 George Douglas Campbell, VIII duca di Argyll
- 1874 - 1876 John Evans
- 1876 - 1878 Peter Martin Duncan
- 1878 - 1880 Henry Clifton Sorby
- 1880 - 1882 Robert Etheridge
- 1882 - 1884 John Whitaker Hulke
- 1884 - 1886 Rev Thomas George Bonney
- 1886 - 1888 John Wesley Judd
- 1888 - 1890 William Thomas Blanford
- 1890 - 1892 Sir Archibald Geikie
- 1892 - 1894 Wilfrid Hudleston Hudleston
- 1894 - 1896 Henry Woodward
- 1896 - 1898 Dr Henry Hicks
- 1898 - 1900 William Whitaker
- 1900 - 1902 Jethro Justinian Harris Teall
- 1902 - 1904 Charles Lapworth
- 1904 - 1906 John Edward Marr
- 1906 - 1908 Sir Archibald Geikie
- 1908 - 1910 William Johnson Sollas
- 1910 - 1912 William Whitehead Watts
- 1912 - 1914 Aubrey Strahan
- 1914 - 1916 Arthur Smith Woodward
- 1916 - 1918 Alfred Harker
- 1918 - 1920 George William Lamplugh
- 1920 - 1922 Richard Dixon Oldham
- 1922 - 1924 Albert Charles Seward
- 1924 - 1926 John William Evans
- 1926 - 1928 Francis Arthur Bather
- 1928 - 1930 John Walter Gregory
- 1930 - 1932 Edmund Johnston Garwood
- 1932 - 1934 Thomas Henry Holland
- 1934 - 1936 John Frederick Norman Green
- 1936 - 1938 Owen Thomas Jones
- 1938 - 1940 Henry Hurd Swinnerton
- 1940 - 1941 Percy George Hamnall Boswell
- 1941 - 1943 Herbert Leader Hawkins
- 1943 - 1945 William George Fearnsides
- 1945 - 1947 Arthur Elijah Trueman
- 1947 - 1949 Herbert Harold Read
- 1949 - 1950 Cecil Edgar Tilley
- 1950 - 1951 Owen Thomas Jones
- 1951 - 1953 George Martin Lees
- 1953 - 1955 William Bernard Robinson King
- 1955 - 1956 Walter Campbell Smith
- 1956 - 1958 Leonard Hawkes
- 1958 - 1960 Cyril James Stubblefield
- 1960 - 1962 Sydney Ewart Hollingworth
- 1962 - 1964 Oliver Meredith Boone Bulman
- 1964 - 1966 Frederick William Shotton
- 1966 - 1968 Kingsley Charles Dunham
- 1968 - 1970 Thomas Neville George
- 1970 - 1972 William Alexander Deer
- 1972 - 1974 Thomas Stanley Westoll
- 1974 - 1976 Percy Edward Kent
- 1976 - 1978 Wallace Spencer Pitcher
- 1978 - 1980 Percival Allen
- 1980 - 1982 Edward Howel Francis
- 1982 - 1984 Janet Vida Watson
- 1984 - 1986 Charles Hepworth Holland
- 1986 - 1988 Bernard Elgey Leake
- 1988 - 1990 Derek John Blundell
- 1990 - 1992 Anthony Leonard Harris
- 1992 - 1994 Charles David Curtis
- 1994 - 1996 (Robert) Stephen (John) Sparks
- 1996 - 1998 Richard Frederick Paynter Hardman
- 1998 - 2000 Robin (Leonard Robert Morrison) Cocks
- 2000 - 2002 Ronald Oxburgh (Lord Oxburgh di Liverpool)
- 2002 - 2004 Sir Mark Moody-Stuart
- 2004 - 2006 Peter Styles
- 2006 - 2008 Richard Allen Fortey
- 2008 - 2010 Lynne Frostick